# Hotelul Împăratul Traian din Corabia
Hotelul Împăratul Traian din Corabia este un monument istoric din orașul Corabia, județul Olt. Această clădire, reprezentativă pentru stilul arhitectural neoromânesc, a fost construită în 1910 și deține o suprafață utilă de 500 mp și 20 de camere.